# Joaquín José Morón Hidalgo
Joaquín José Morón Hidalgo, né le 16 août 1942 à Boconó et mort le 31 octobre 2013 à Acarigua, est un prélat catholique vénézuélien.

## Biographie
Joaquín José Morón Hidalgo est ordonné prêtre en 1965. En 1992 il est nommé évêque de Valle de la Pascua et en 2002 il est transféré à Acarigua-Araure.